# Otto Bauer
Otto Bauer (5. září 1881 – 4. července 1938) byl rakouský sociálně demokratický politik, představitel a teoretik austromarxismu. Po smrti Victora Adlera roku 1918 se stal vůdcem rakouské sociální demokracie. Od října 1918 do července 1919 byl rakouským ministrem zahraničí. V době Dolfussovy autoritativní vlády byla činnost sociální demokracie omezována a Bauer musel roku 1934 odejít do exilu, zprvu do Brna a potom do Paříže, kde zemřel.

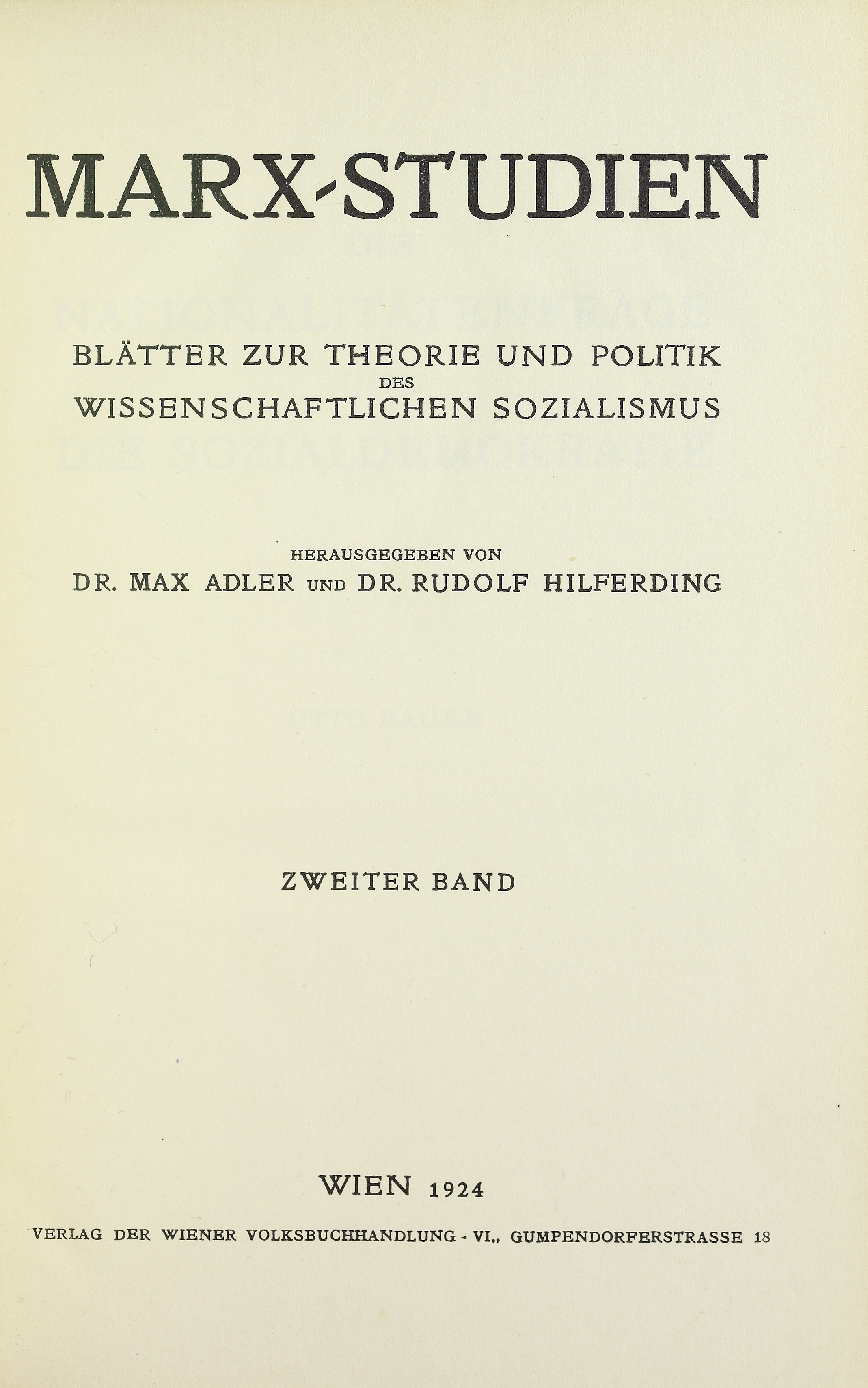
Nationalitätenfrage und die Sozialdemokratie, 1924